# Lokum
Lokum hay Turkish delight là một nhóm các loại bánh kẹo ngọt làm từ gel tinh bột và đường. Bánh thường có gel bọc ngoài và nhân bên trong gồm các loại hạt cắt nhỏ như chà là, hồ trăn, hạt phỉ, óc chó. Một số có thể thêm vị nước hoa hồng, nhũ hương, cam Bergamot, chanh, quế hay bạc hà. Bánh sẽ được cắt thành những viên nhỏ hình vuông, rắc thêm một chút đường, cùi dừa khô hoặc kem tartar để tránh bị dính.
Nguồn gốc của lokum hiện vẫn chưa được xác định rõ, theo một số thông tin ghi nhận, nó được chế biến ở khu vực Đế quốc Ottoman, Hy Lạp, Nhà Safavid từ cuối thế kỷ 18.

## Từ nguyên
Các tên gọi trong tiếng Thổ Nhĩ Kỳ lokma và lokum bắt nguồn từ tiếng Ả Rập luqma(t) (لُقْمَة) và số nhiều luqam (لُقَم) có nghĩa là 'mẩu thức ăn' và 'ngậm đồ ăn trong miệng'. Trong tiếng Thổ Nhĩ Kỳ Ottoman, tên gọi rahat-ul hulküm cũng bắt nguồn từ tiếng Ả Rập rāḥat al-hulqūm (رَاحَةُ ٱلْحُلْقُوم‎), nghĩa là 'món ngon trong cổ họng'.
Tại Libya, Ả Rập Xê Út, Algérie và Tunisia, món này được gọi là ḥalqūm, trong khi ở Kuwait nó có tên là كبده الفرس kabdat alfaras; tại Ai Cập là malban (ملبن [ˈmælbæn]) hoặc ʕagameyya, ở Liban, Palestine và Syria là rāḥa (راحة).
Ở khu vực Đông Âu, bánh lấy tên theo tiếng Thổ Nhĩ Kỳ Ottoman lokum (لوقوم) hoặc rahat-ul hulküm. Tại Hy Lạp, λουκούμι (loukoumi) cũng bắt nguồn từ tiếng Ả Rập và còn có tên riêng là Greek Delight. Tại Cộng hòa Síp, bánh là đặc sản và có tên là Cyprus Delight. Tại Hungary, bánh được gọi là szultán kenyér (bánh mì của nhà vua).

## Văn hóa đại chúng
Doanh số bán lokum tăng lên đáng kể sau khi phim Biên niên sử Narnia: Sư tử, phù thủy và cái tủ áo năm 2005 đề cập tới loại bánh này.

## Ý nghĩa văn hóa
Lokum có ý nghĩa văn hóa sâu sắc ở Hy Lạp, Thổ Nhĩ Kỳ, Iran cũng như khắp khu vực Trung Đông và Đông Âu. Bánh tượng trưng cho sự ăn mừng, hiếu khách, hào phóng. Ở Thổ Nhĩ Kỳ, lokum là món truyền thống trong các đám cưới với lời chúc cho sự ngọt ngào và thịnh vượng trong cuộc sống tương lai của cặp đôi. Trong các lễ hội tôn giáo như Eid al-Fitr và Eid al-Adha, nó cũng được người thân và bạn bè tặng nhau làm quà. Ở Hy Lạp, "loukoumi" là biểu tượng của hiếu khách và lịch sự. Bánh sẽ được chủ nhà tiếp cùng trà hoặc cà phê để thể hiện sự ấm áp và tôn trọng đối với khách. Vị ngọt của lokum thường được coi là phép ẩn dụ cho những mối quan hệ thân thiết và niềm vui trong cuộc sống.

## Hình ảnh

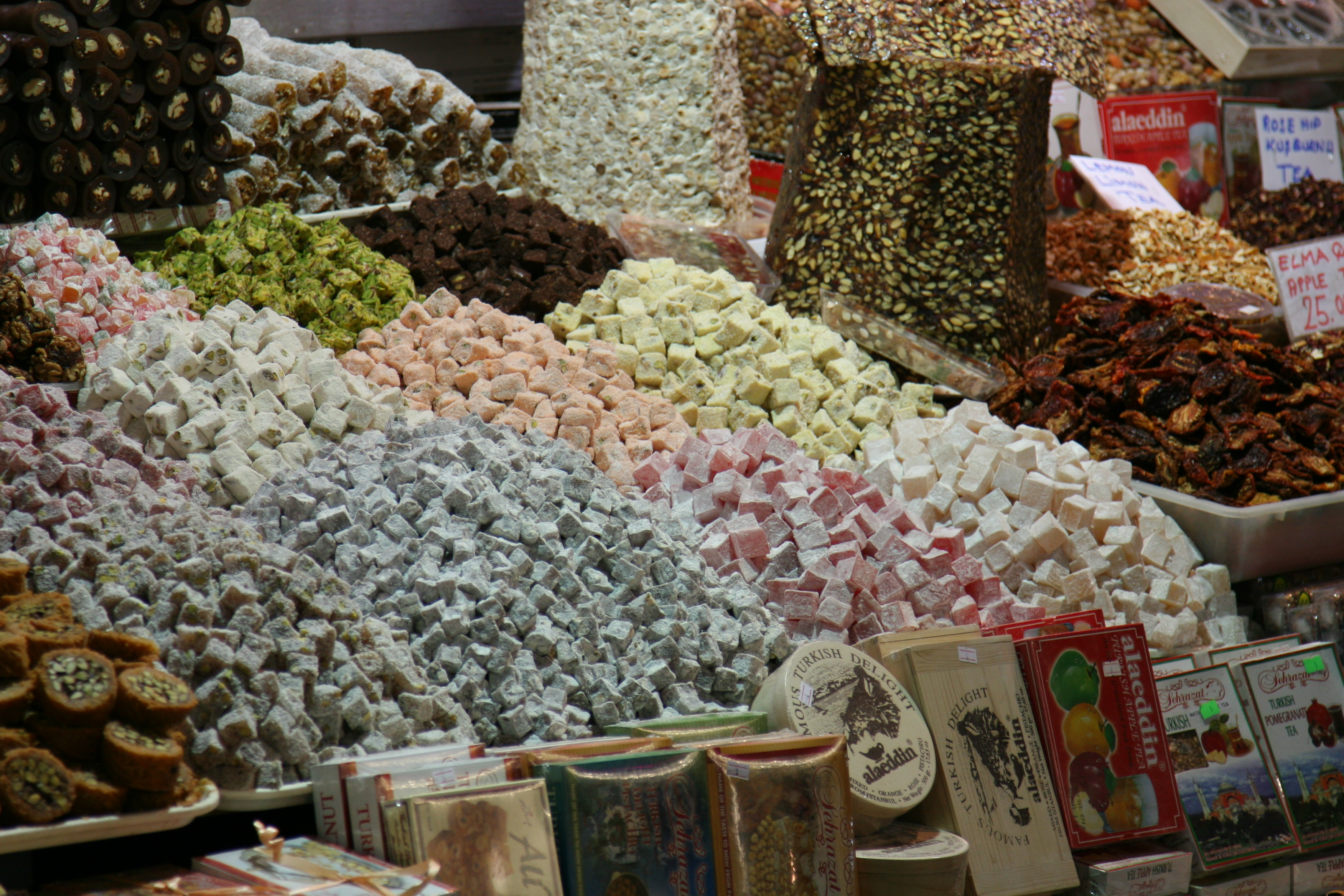
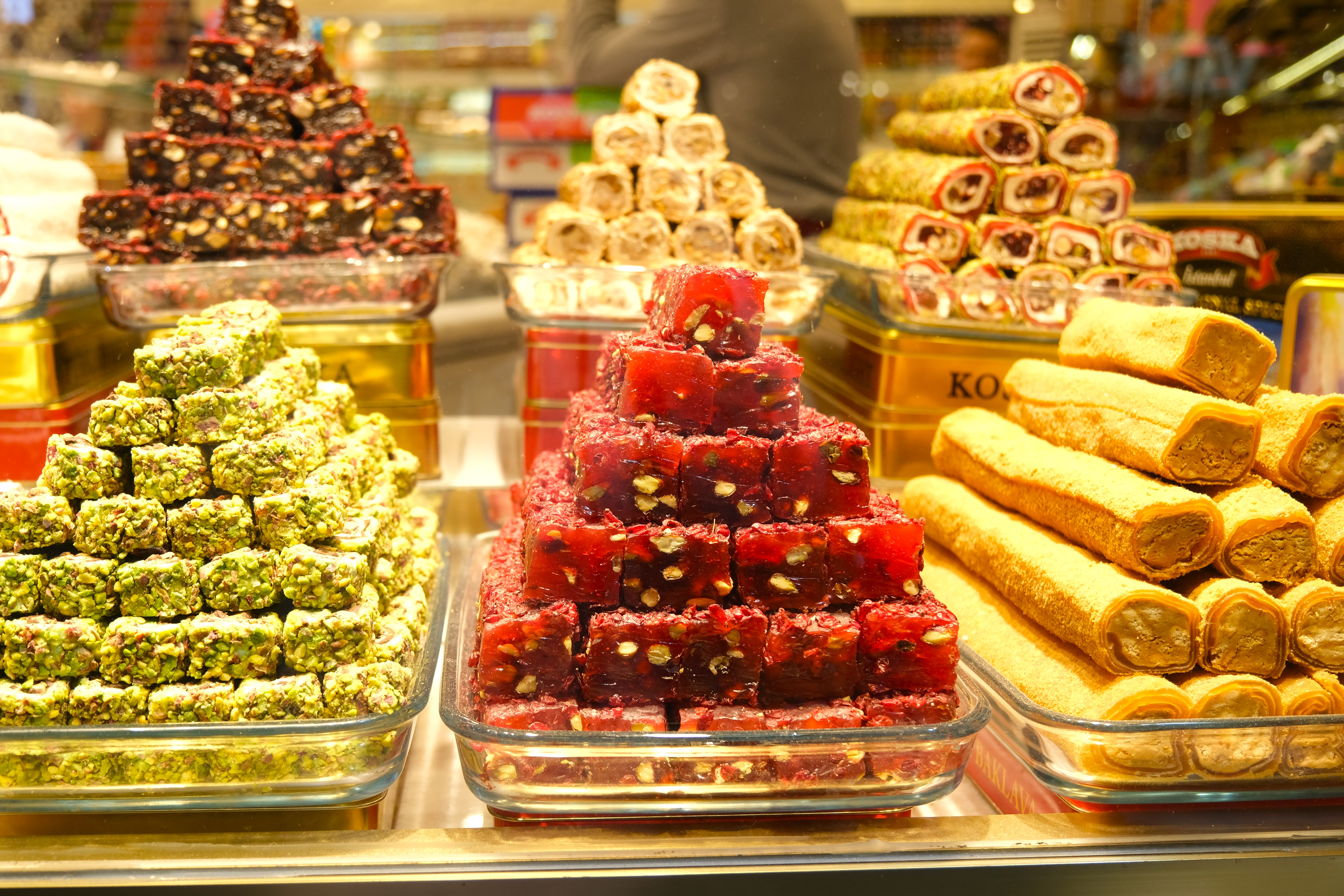
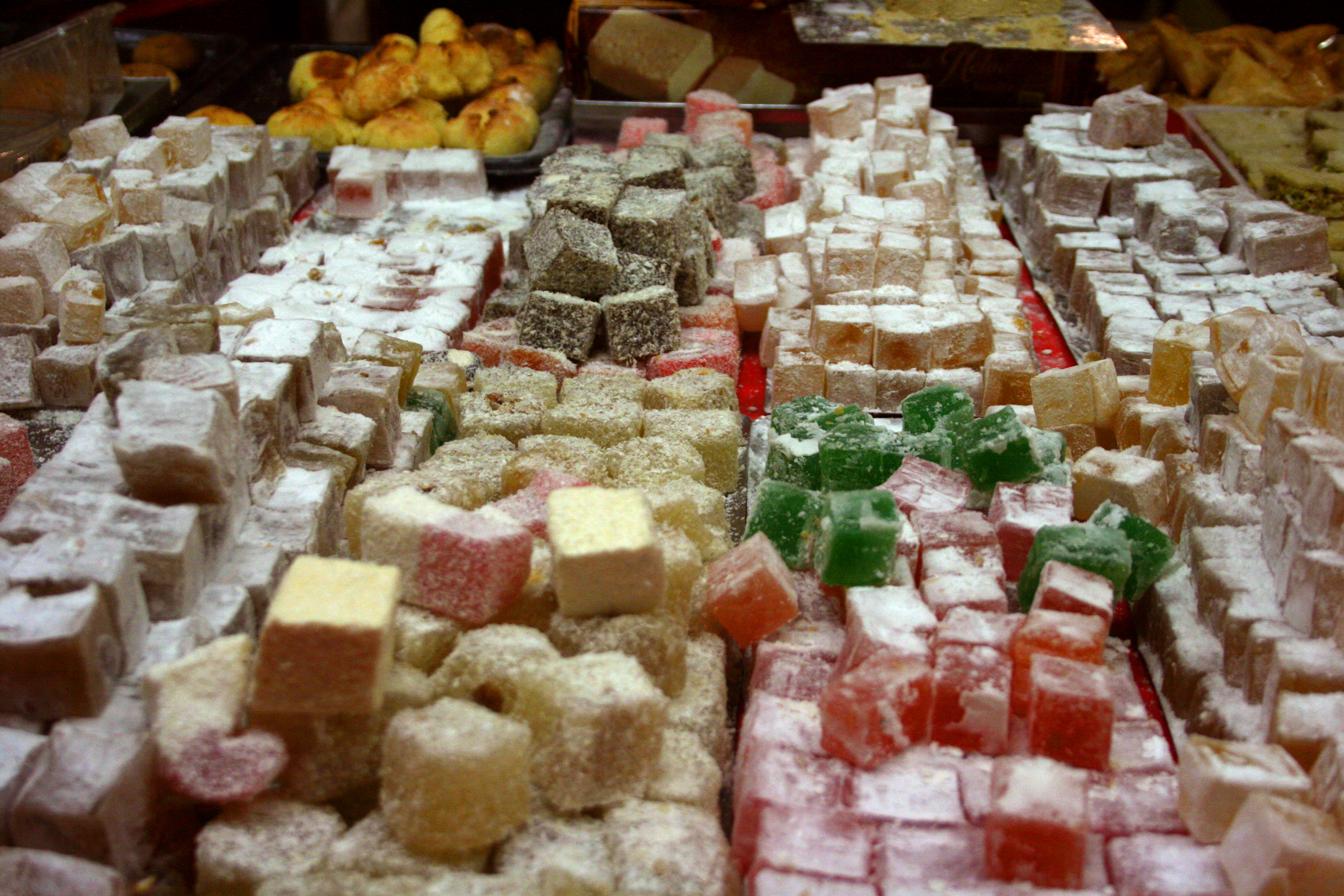
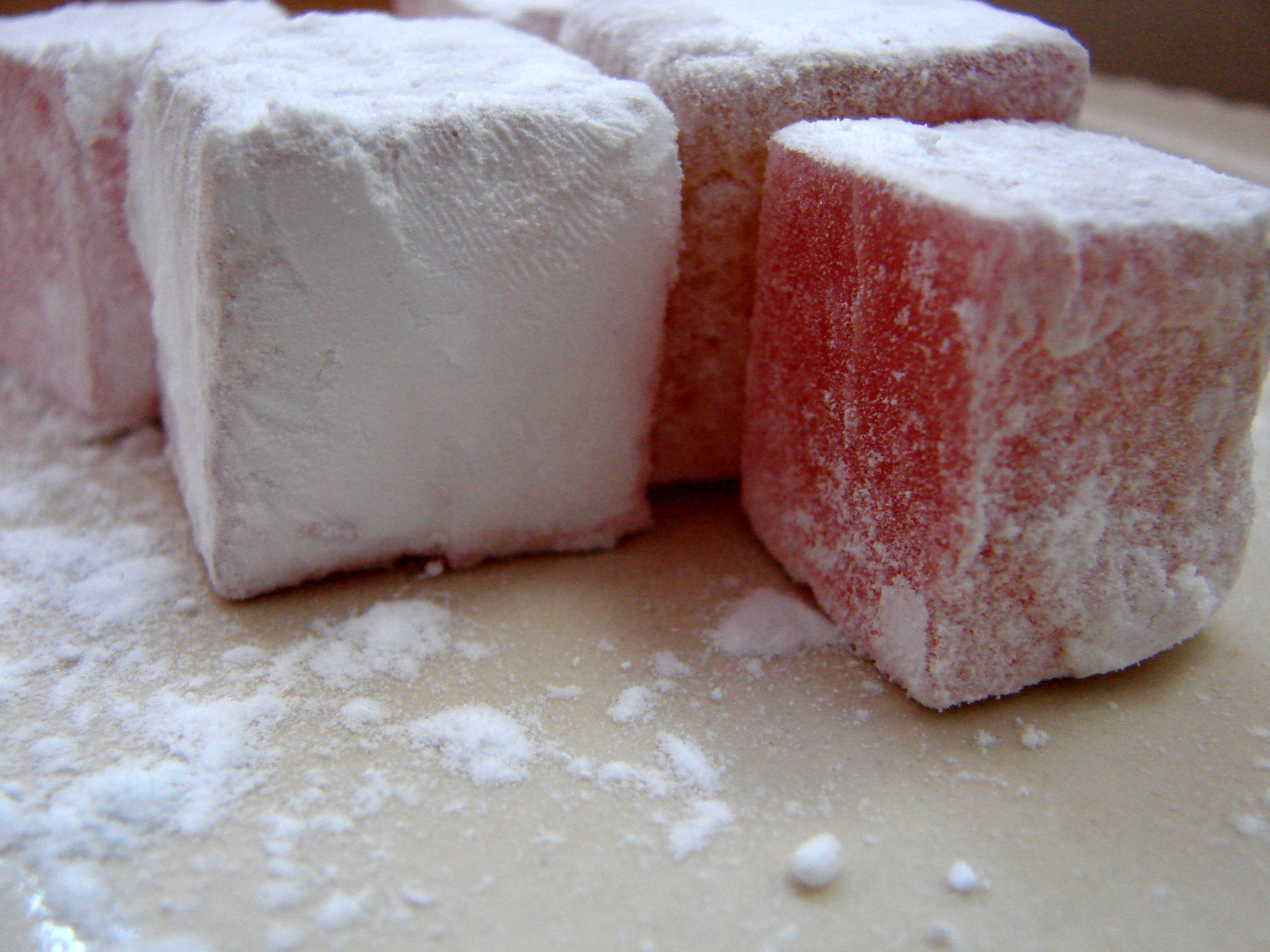